# 그로그랭

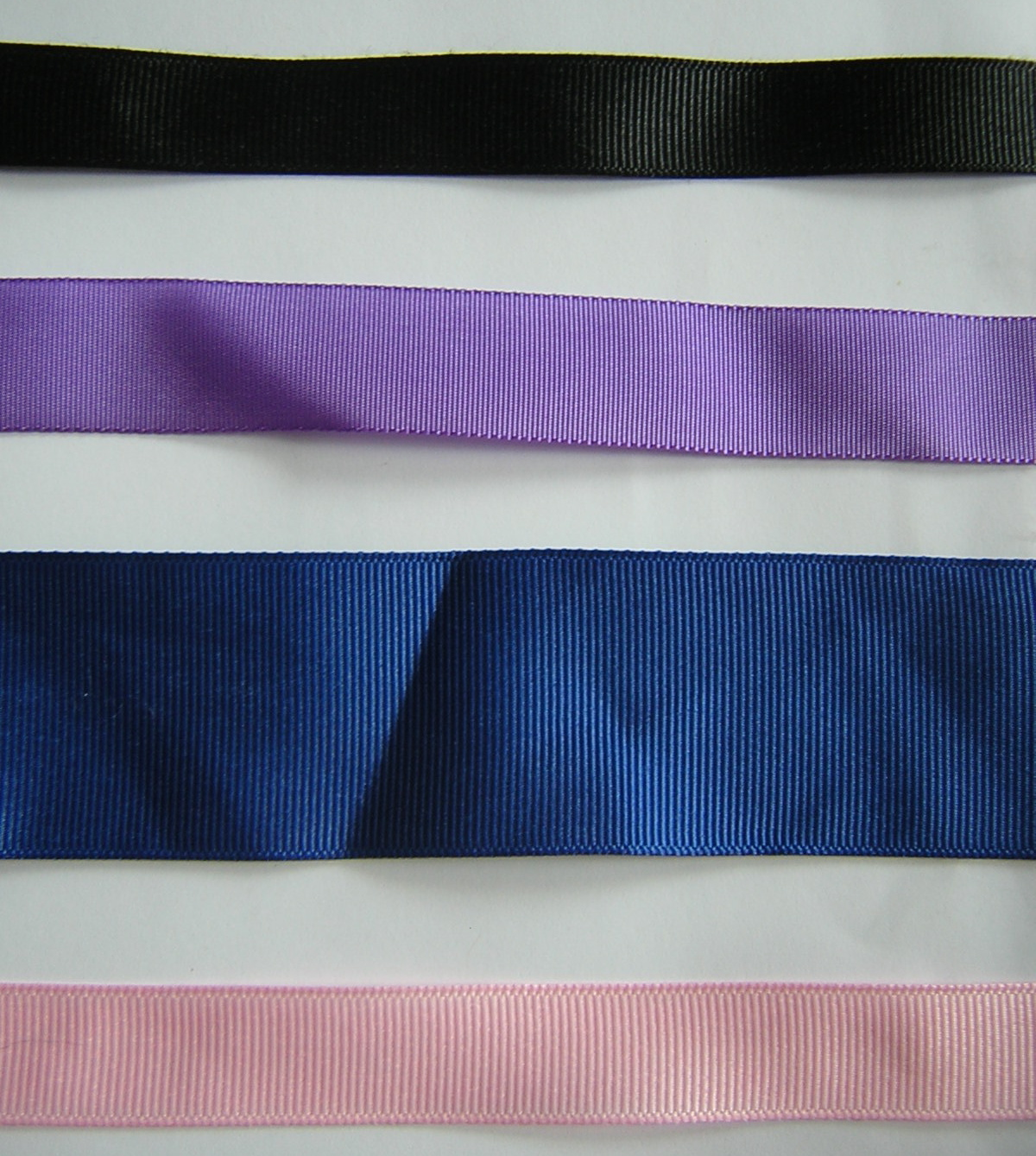
다양한 색과 너비의 그로그랭 리본

그로그랭(Grosgrain, /ˈɡroʊɡreɪn/ GROH-grayn, 때때로 /ˈɡrɒsɡreɪn/ GROS-grayn)은 위사가 경사보다 무거워 뚜렷한 가로 줄무늬가 생기는 직물 또는 리본의 한 종류이다. 그로그랭은 평직으로 직조된 코드 직물로, 포플린보다 무겁고 파유보다 가벼우며, 단단하고 촘촘하게 짜인 섬세한 코드 직물로 알려져 있다. 그로그랭은 새틴과 같이 리본에 자주 사용되는 다른 직물에 비해 광택이 적고 칙칙한 외관을 가지고 있지만, 비교적 매우 튼튼하다. 그로그랭 직물은 대부분 검은색으로 판매되지만, 그로그랭 리본은 다양한 색상과 패턴으로 판매된다. 그로그랭 리본은 외관상 피터샴 리본과 매우 유사하지만, 피터샴 리본처럼 표면이나 가장자리의 곡선을 따라가는 능력이 부족하다.
"그로그랭"은 일반적으로 두꺼운 위사를 사용하여 태피터 직조로 짠 무겁고 뻣뻣한 실크나 나일론 리본을 지칭하는데, 이로 인해 뚜렷한 가로 줄무늬가 생긴다. 역사적으로 그로그랭은 양모, 실크, 또는 실크와 양모, 실크와 모헤어와 같은 섬유의 조합으로 만들어졌다. 섬유 조합이 사용되었을 경우 최종 결과물에는 그로그램, 실크 모헤어, 그로 드 투르, 또는 그로 드 나폴리라는 이름이 붙기도 했다.